# Hugh Latimer Dryden
Hugh Latimer Dryden (Pocomoke City, 2 luglio 1898 – Washington, 2 dicembre 1965) è stato un fisico statunitense, ricercatore nel campo dell'aerodinamica, amministratore associato della NASA dal 19 agosto 1958 fino alla sua morte.

## Biografia
Dryden nacque a Pocomoke City, in Maryland, figlio di Samuel Isaac e Nova Hill Culver Dryden. Ricevette il nome di un noto prete metodista locale. A seguito del panico finanziario del 1907, la famiglia si trasferì a Baltimora.
Dryden mostrò uno spiccato talento per la matematica e completò gli studi liceali presso il Baltimore City College all'età di appena 14 anni, divenendo il più giovane diplomato della storia della scuola stessa. Ottenne in seguito una borsa di studio che gli permise di frequentare la Johns Hopkins University. Si laureò dopo tre anni e nel 1916 conseguì un Master of Science discutendo una tesi dal titolo: "Aeroplani: Un'introduzione ai principi fisici intrinseci al loro uso".
Nel 1918 entrò a far parte del National Institute of Standards and Technology e nell'anno seguente ottenne il Dottorato in fisica e matematica sempre presso la Johns Hopkins University alla giovane età di 20 anni con una tesi riguardo alle forze aerodinamiche su cilindri circolari.
Nel 1939 divenne un membro del National Advisory Committee for Aeronautics (NACA).
Durante la Seconda guerra mondiale partecipò come consulente tecnico allo sviluppo del "Bat", un sistema radar di puntamento di bombe montato sui velivoli.
Dopo la guerra, Dryden occupò la posizione di Direttore del National Advisory Committee for Aeronautics (NACA) nel periodo compreso tra il 1947 e l'ottobre 1958, anno in cui divenne Direttore Associato della National Aeronautics and Space Administration (NASA), l'ente che sostituì il NACA.
Morì nel 1965 e fu sepolto nel Cimitero di Woodlawn, a Baltimora, Maryland.
In suo onore è intitolato il Dryden Flight Research Center, centro di ricerca NASA sul volo.